# Liga Mundial de Voleibol de 1999
A Liga Mundial de Voleibol de 1999 foi a décima edição do torneio anual organizado pela Federação Internacional de Voleibol. Foi disputada por doze países, de 28 de maio a 17 de julho. A Fase Final foi realizada em Mar del Plata, na Argentina.
A Liga Mundial de 1999 foi a primeira a ser disputada pelo novo sistema de pontuação, ou seja, sem vantagem.

## Formato
Na primeira fase, as doze equipes foram divididas em três grupos e jogaram quatro vezes contra cada uma das outras do grupo (duas como mandante e duas como visitante). Classificaram-se para a fase final os campeões dos grupos e os dois melhores segundos colocados (além da Argentina, anfitriã). As seis equipes se dividiram em dois grupos e jogaram uma vez contra cada uma das outras equipes. As duas primeiras colocadas se classificaram para as semi-finais.

## Equipes participantes
Equipes que participaram da edição 1999 da Liga Mundial integrando os seguintes grupos:
| Grupo A                                 | Grupo B                                     | Grupo C                              |
| --------------------------------------- | ------------------------------------------- | ------------------------------------ |
| Austrália · Itália · Polónia · Rússia · | Brasil · Canadá · Espanha · Países Baixos · | Argentina · Cuba · França · Portugal |

## Fase Intercontinental

### Grupo A
| Pos | Equipe    | Pts | V  | D  | SV | SP | SA    | PF    | PS    | PA    |
| --- | --------- | --- | -- | -- | -- | -- | ----- | ----- | ----- | ----- |
| 1   | Rússia    | 22  | 10 | 2  | 32 | 14 | 2,285 | 1.082 | 1,010 | 1,071 |
| 2   | Itália    | 21  | 9  | 3  | 31 | 14 | 2,214 | 1.079 | 941   | 1,146 |
| 3   | Polónia   | 17  | 5  | 7  | 21 | 25 | 0,840 | 1.006 | 1.065 | 0,944 |
| 4   | Austrália | 12  | 0  | 12 | 5  | 36 | 0,138 | 861   | 1.012 | 0,850 |

PTS - pontos, V - vitórias, D - derrotas, SV - sets vencidos, SP - sets perdidos, SA - sets average, PF - pontos a favor, PS - pontos sofridos, PA - pontos average
| Data  | Jogo      | Jogo | Jogo      | Parciais | Parciais | Parciais | Parciais | Parciais |
| Data  | Jogo      | Jogo | Jogo      | 1        | 2        | 3        | 4        | 5        |
| ----- | --------- | ---- | --------- | -------- | -------- | -------- | -------- | -------- |
| 28/05 | Polônia   | 0-3  | Rússia    | 22-25    | 15-25    | 16-25    | -        | -        |
| 28/05 | Austrália | 0-3  | Itália    | 20-25    | 15-25    | 18-25    | -        | -        |
| 29/05 | Austrália | 0-3  | Itália    | 11-25    | 22-25    | 20-25    | -        | -        |
| 29/05 | Polônia   | 1-3  | Rússia    | 19-25    | 25-22    | 23-25    | 19-25    | -        |
| 4/06  | Rússia    | 3-0  | Polônia   | 25-18    | 28-26    | 25-23    | -        | -        |
| 4/06  | Itália    | 3-0  | Austrália | 25-17    | 25-21    | 25-20    | -        | -        |
| 5/06  | Rússia    | 3-2  | Polônia   | 23-25    | 21-25    | 25-19    | 25-23    | 15-8     |
| 6/06  | Itália    | 3-0  | Austrália | 25-22    | 25-22    | 25-21    | -        | -        |
| 11/06 | Rússia    | 3-0  | Austrália | 25-19    | 25-20    | 27-25    | -        | -        |
| 11/06 | Itália    | 2-3  | Polônia   | 27-29    | 24-26    | 25-14    | 25-19    | 13-15    |
| 12/06 | Rússia    | 3-0  | Austrália | 25-17    | 33-31    | 25-23    | -        | -        |
| 13/06 | Itália    | 3-1  | Polônia   | 25-20    | 25-19    | 22-25    | 25-18    | -        |
| 18/06 | Rússia    | 3-1  | Itália    | 29-27    | 25-21    | 27-29    | 25-20    | -        |
| 18/06 | Polônia   | 3-1  | Austrália | 28-30    | 29-27    | 25-23    | 25-18    | -        |
| 19/06 | Rússia    | 1-3  | Itália    | 22-25    | 18-25    | 25-20    | 21-25    | -        |
| 19/06 | Polônia   | 3-0  | Austrália | 25-20    | 25-15    | 25-18    | -        | -        |
| 25/06 | Austrália | 0-3  | Polônia   | 21-25    | 23-25    | 26-28    | -        | -        |
| 25/06 | Itália    | 1-3  | Rússia    | 18-25    | 21-25    | 25-16    | 14-26    | -        |
| 26/06 | Austrália | 1-3  | Polônia   | 25-16    | 17-25    | 23-25    | 18-25    |          |
| 27/06 | Itália    | 3-1  | Rússia    | 25-18    | 25-14    | 22-25    | 25-21    | -        |
| 2/07  | Polônia   | 2-3  | Itália    | 18-25    | 31-29    | 25-21    | 17-25    | 12-15    |
| 2/07  | Austrália | 2-3  | Rússia    | 25-18    | 23-25    | 25-20    | 22-25    | 7-15     |
| 3/07  | Polônia   | 0-3  | Itália    | 24-26    | 21-25    | 16-25    | -        | -        |
| 3/07  | Austrália | 1-3  | Rússia    | 18-25    | 24-26    | 25-22    | 23-25    | -        |

### Grupo B
| Pos | Equipe        | Pts | V  | D  | SV | SP | SA    | PF    | PS    | PA    |
| --- | ------------- | --- | -- | -- | -- | -- | ----- | ----- | ----- | ----- |
| 1   | Brasil        | 22  | 10 | 2  | 34 | 14 | 2,428 | 1.150 | 1,020 | 1,121 |
| 2   | Espanha       | 19  | 7  | 5  | 26 | 23 | 1,130 | 1.094 | 1,080 | 1,012 |
| 3   | Canadá        | 17  | 5  | 7  | 19 | 25 | 0,760 | 982   | 1.042 | 0,942 |
| 4   | Países Baixos | 14  | 2  | 10 | 15 | 32 | 0,468 | 1,023 | 1.107 | 0,924 |

PTS - pontos, V - vitórias, D - derrotas, SV - sets vencidos, SP - sets perdidos, SA - sets average, PF - pontos a favor, PS - pontos sofridos, PA - pontos average
| Data  | Jogo          | Jogo | Jogo          | Parciais | Parciais | Parciais | Parciais | Parciais |
| Data  | Jogo          | Jogo | Jogo          | 1        | 2        | 3        | 4        | 5        |
| ----- | ------------- | ---- | ------------- | -------- | -------- | -------- | -------- | -------- |
| 28/05 | Canadá        | 1-3  | Brasil        | 23-25    | 25-22    | 21-25    | 17-25    | -        |
| 28/05 | Países Baixos | 1-3  | Espanha       | 24-26    | 25-22    | 21-25    | 19-25    | -        |
| 29/05 | Canadá        | 3-2  | Brasil        | 26-24    | 42-44    | 25-18    | 16-25    | 19-17    |
| 30/05 | Países Baixos | 3-2  | Espanha       | 25-27    | 14-25    | 25-22    | 30-28    | 15-11    |
| 4/06  | Espanha       | 3-2  | Brasil        | 25-21    | 33-31    | 19-25    | 19-25    | 15-11    |
| 4/06  | Canadá        | 3-0  | Países Baixos | 25-23    | 25-22    | 25-18    | -        | -        |
| 5/06  | Canadá        | 3-0  | Países Baixos | 25-20    | 30-28    | 25-20    | -        | -        |
| 6/06  | Espanha       | 1-3  | Brasil        | 25-21    | 22-25    | 19-25    | 23-25    | -        |
| 11/06 | Canadá        | 3-2  | Espanha       | 25-19    | 18-25    | 19-25    | 26-24    | 15-10    |
| 12/06 | Países Baixos | 2-3  | Brasil        | 25-20    | 22-25    | 18-25    | 25-22    | 11-15    |
| 12/06 | Canadá        | 1-3  | Espanha       | 19-25    | 23-25    | 25-18    | 19-25    | -        |
| 13/06 | Países Baixos | 2-3  | Brasil        | 27-29    | 25-22    | 23-25    | 25-23    | 11-15    |
| 18/06 | Espanha       | 3-2  | Países Baixos | 22-25    | 25-16    | 23-25    | 25-21    | 15-12    |
| 19/06 | Brasil        | 3-0  | Canadá        | 25-18    | 25-20    | 25-20    | -        | -        |
| 20/06 | Brasil        | 3-0  | Canadá        | 25-18    | 25-21    | 25-13    | -        | -        |
| 20/06 | Espanha       | 3-0  | Países Baixos | 25-18    | 25-20    | 25-23    | -        | -        |
| 26/06 | Brasil        | 3-0  | Espanha       | 25-23    | 25-19    | 25-12    | -        | -        |
| 26/06 | Países Baixos | 3-0  | Canadá        | 25-19    | 28-26    | 25-20    | -        | -        |
| 27/06 | Brasil        | 3-0  | Espanha       | 25-22    | 25-15    | 25-19    | -        | -        |
| 27/06 | Países Baixos | 0-3  | Canadá        | 23-25    | 23-25    | 23-25    | -        | -        |
| 1/07  | Espanha       | 3-2  | Canadá        | 23-25    | 25-22    | 26-28    | 26-24    | 16-14    |
| 2/07  | Espanha       | 3-0  | Canadá        | 26-24    | 25-19    | 25-18    | -        | -        |
| 3/07  | Brasil        | 3-1  | Países Baixos | 25-15    | 27-25    | 22-25    | 25-20    | -        |
| 4/07  | Brasil        | 3-1  | Países Baixos | 25-23    | 25-22    | 21-25    | 25-19    | -        |

### Grupo C
| Pos | Equipe    | Pts | V  | D | SV | SP | SA    | PF    | PS    | PA    |
| --- | --------- | --- | -- | - | -- | -- | ----- | ----- | ----- | ----- |
| 1   | Cuba      | 23  | 11 | 1 | 33 | 15 | 2,200 | 1.130 | 1,042 | 1,084 |
| 2   | França    | 17  | 5  | 7 | 25 | 26 | 0,961 | 1.134 | 1,142 | 0,992 |
| 3   | Argentina | 16  | 4  | 8 | 22 | 26 | 0,846 | 1.076 | 1.089 | 0,988 |
| 4   | Portugal  | 16  | 4  | 8 | 17 | 30 | 0,566 | 1,025 | 1.092 | 0,938 |

PTS - pontos, V - vitórias, D - derrotas, SV - sets vencidos, SP - sets perdidos, SA - sets average, PF - pontos a favor, PS - pontos sofridos, PA - pontos average
| Data  | Jogo      | Jogo | Jogo      | Parciais | Parciais | Parciais | Parciais | Parciais |
| Data  | Jogo      | Jogo | Jogo      | 1        | 2        | 3        | 4        | 5        |
| ----- | --------- | ---- | --------- | -------- | -------- | -------- | -------- | -------- |
| 28/05 | França    | 2-3  | Portugal  | 24-26    | 23-25    | 25-23    | 16-25    | 9-15     |
| 29/05 | Argentina | 1-3  | Cuba      | 20-25    | 19-25    | 25-22    | 22-25    | -        |
| 30/05 | França    | 3-1  | Portugal  | 28-26    | 22-25    | 25-17    | 25-18    | -        |
| 30/05 | Argentina | 0-3  | Cuba      | 26-28    | 22-25    | 28-30    | -        | -        |
| 4/06  | Cuba      | 3-1  | Portugal  | 25-23    | 22-25    | 26-24    | 25-20    | -        |
| 5/06  | Argentina | 3-2  | França    | 25-22    | 23-25    | 25-21    | 22-25    | 19-17    |
| 5/06  | Cuba      | 3-0  | Portugal  | 25-21    | 25-21    | 25-22    | -        | -        |
| 6/06  | Argentina | 1-3  | França    | 23-25    | 23-25    | 25-13    | 22-25    | -        |
| 11/06 | Cuba      | 3-2  | França    | 26-28    | 20-25    | 25-23    | 25-20    | 17-15    |
| 12/06 | Argentina | 2-3  | Portugal  | 25-21    | 21-25    | 25-23    | 24-26    | 15-17    |
| 12/06 | Cuba      | 3-2  | França    | 22-25    | 25-16    | 23-25    | 25-21    | 16-14    |
| 13/06 | Argentina | 3-0  | Portugal  | 25-22    | 26-24    | 25-18    | -        | -        |
| 18/06 | França    | 1-3  | Cuba      | 22-25    | 34-32    | 22-25    | 22-25    | -        |
| 19/06 | Portugal  | 3-1  | Argentina | 25-27    | 25-13    | 25-16    | 25-17    | -        |
| 20/06 | Portugal  | 3-1  | Argentina | 25-21    | 25-22    | 26-28    | 25-22    | -        |
| 20/06 | França    | 1-3  | Cuba      | 25-20    | 17-25    | 19-25    | 13-25    | -        |
| 25/06 | França    | 3-2  | Argentina | 25-23    | 22-25    | 22-25    | 25-19    | 15-12    |
| 25/06 | Portugal  | 2-3  | Cuba      | 19-25    | 25-23    | 25-23    | 21-25    | 10-15    |
| 26/06 | Portugal  | 0-3  | Cuba      | 19-25    | 18-25    | 25-27    | -        | -        |
| 27/06 | França    | 0-3  | Argentina | 21-25    | 19-25    | 22-25    | -        | -        |
| 7/07  | Portugal  | 0-3  | França    | 15-25    | 16-25    | 23-25    | -        | -        |
| 2/07  | Cuba      | 3-2  | Argentina | 16-25    | 25-22    | 25-21    | 21-25    | 15-7     |
| 3/07  | Portugal  | 1-3  | França    | 20-25    | 25-23    | 20-25    | 20-25    | -        |
| 3/07  | Cuba      | 0-3  | Argentina | 16-25    | 24-26    | 21-25    | -        | -        |

## Fase Final

### Grupo D
| Pos | Equipe  | Pts | V | D | SV | SP |
| --- | ------- | --- | - | - | -- | -- |
| 1   | Rússia  | 4   | 2 | 0 | 6  | 4  |
| 2   | Cuba    | 3   | 1 | 1 | 5  | 3  |
| 3   | Espanha | 2   | 0 | 2 | 2  | 6  |

| Data  | Jogo   | Jogo | Jogo    | Parciais | Parciais | Parciais | Parciais | Parciais |
| Data  | Jogo   | Jogo | Jogo    | 1        | 2        | 3        | 4        | 5        |
| ----- | ------ | ---- | ------- | -------- | -------- | -------- | -------- | -------- |
| 12/07 | Cuba   | 3-0  | Espanha | 25-17    | 25-19    | 25-17    | -        | -        |
| 13/07 | Rússia | 3-2  | Cuba    | 25-23    | 16-25    | 25-20    | 23-25    | 15-11    |
| 14/07 | Rússia | 3-2  | Espanha | 25-17    | 24-26    | 26-28    | 25-20    | 15-12    |

### Grupo E
| Pos | Equipe    | Pts | V | D | SV | SP |
| --- | --------- | --- | - | - | -- | -- |
| 1   | Brasil    | 4   | 2 | 0 | 6  | 2  |
| 2   | Itália    | 3   | 1 | 1 | 5  | 4  |
| 3   | Argentina | 2   | 0 | 2 | 1  | 6  |

| Data  | Jogo   | Jogo | Jogo      | Parciais | Parciais | Parciais | Parciais | Parciais |
| Data  | Jogo   | Jogo | Jogo      | 1        | 2        | 3        | 4        | 5        |
| ----- | ------ | ---- | --------- | -------- | -------- | -------- | -------- | -------- |
| 12/07 | Brasil | 3-0  | Argentina | 25-18    | 25-15    | 25-19    | -        | -        |
| 13/07 | Brasil | 3-2  | Itália    | 18-25    | 25-22    | 25-20    | 18-25    | 15-13    |
| 14/07 | Itália | 3-1  | Argentina | 25-22    | 25-18    | 18-25    | 25-23    | -        |

### Semi Finais
| Data  | Jogo   | Jogo | Jogo   | Parciais | Parciais | Parciais | Parciais | Parciais |
| Data  | Jogo   | Jogo | Jogo   | 1        | 2        | 3        | 4        | 5        |
| ----- | ------ | ---- | ------ | -------- | -------- | -------- | -------- | -------- |
| 16/07 | Cuba   | 3-0  | Brasil | 25-20    | 27-25    | 25-19    | -        | -        |
| 16/07 | Itália | 3-1  | Rússia | 18-25    | 25-19    | 26-24    | 25-20    | -        |

### Disputa de 3ºlugar
| Data  | Jogo   | Jogo | Jogo   | Parciais | Parciais | Parciais | Parciais | Parciais |
| Data  | Jogo   | Jogo | Jogo   | 1        | 2        | 3        | 4        | 5        |
| ----- | ------ | ---- | ------ | -------- | -------- | -------- | -------- | -------- |
| 17/07 | Brasil | 3-1  | Rússia | 17-25    | 25-23    | 25-20    | 25-19    | -        |

### Final
| Data  | Jogo   | Jogo | Jogo | Parciais | Parciais | Parciais | Parciais | Parciais |
| Data  | Jogo   | Jogo | Jogo | 1        | 2        | 3        | 4        | 5        |
| ----- | ------ | ---- | ---- | -------- | -------- | -------- | -------- | -------- |
| 17/07 | Itália | 3-1  | Cuba | 25-21    | 23-25    | 25-19    | 26-24    | -        |

## Classificação Final
| #      | Equipe        |
| ------ | ------------- |
| Gold   | Itália        |
| Silver | Cuba          |
| Bronze | Brasil        |
| 4.     | Rússia        |
| 5.     | Espanha       |
| 6.     | Argentina     |
| 7.     | França        |
| 8.     | Canadá        |
| 9.     | Polónia       |
| 10.    | Países Baixos |
| 11.    | Portugal      |
| 12.    | Austrália     |

## Prêmios
- Jogador Mais Valioso (MVP):  Oswaldo Hernandéz
- Melhor Atacante:  Douglas Chiarotti
- Melhor Líbero:  Mirko Corsano
- Melhor Bloqueio:  Pavel Pimienta
- Melhor Saque:  Luigi Mastrangelo
- Melhor Levantador:  Raul Diago
- Melhor Defesa:  Mirko Corsano
- Melhor Recepção:  Enrique De La Fuente
- Maior Pontuador:  Oswaldo Hernandéz